# スティーヴン・フォード
スティーヴン・メイグス・フォード（Steven Meigs Ford, 1956年5月19日 - ）は、アメリカ合衆国の俳優である。第38代アメリカ合衆国大統領のジェラルド・フォードとファーストレディのベティ・フォードの三男である。

## 生い立ち

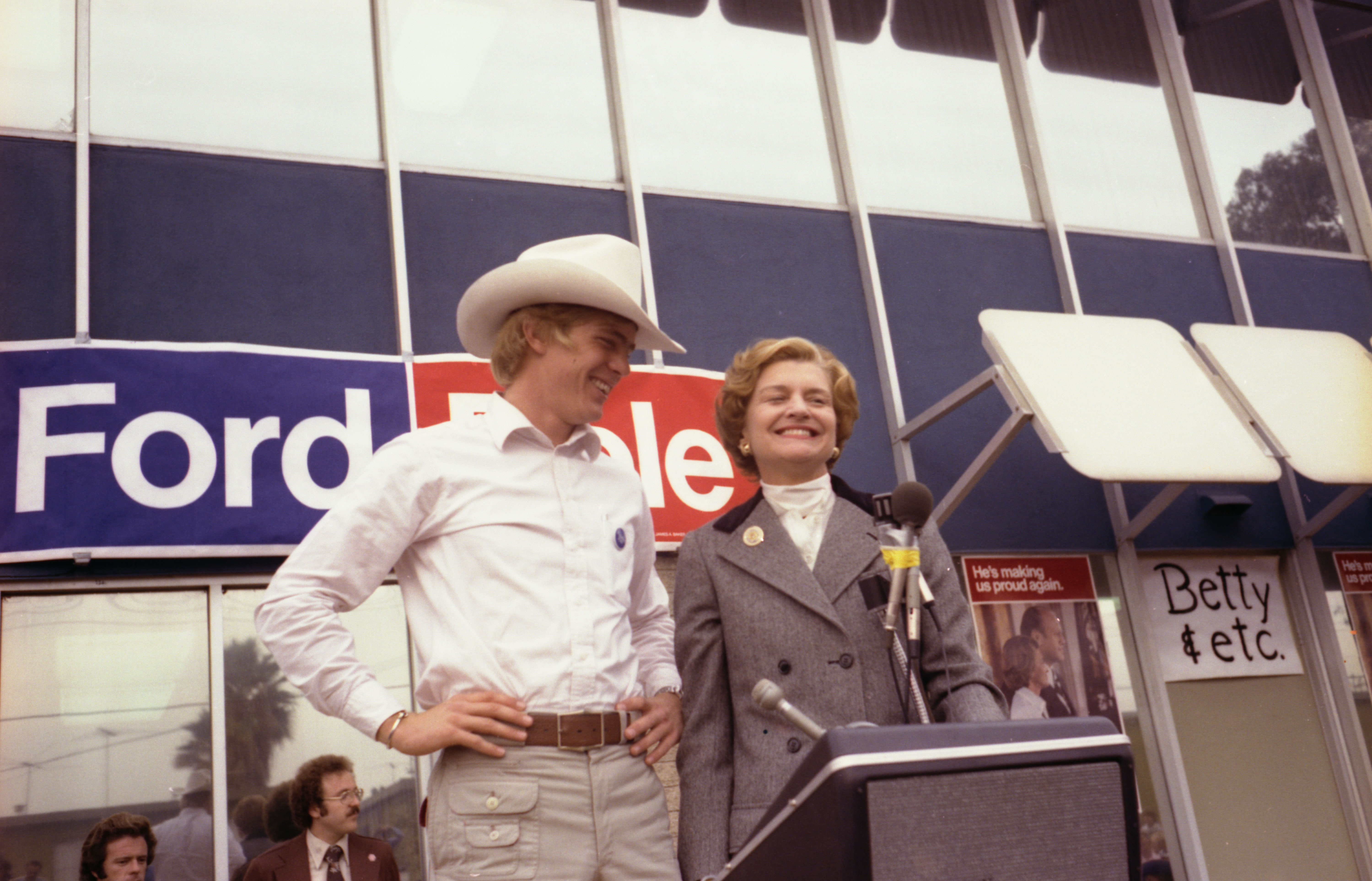
スティーヴン・フォードと母のベティ（1976年）

フォードは第38代アメリカ合衆国大統領のジェラルド・フォードとファーストレディのベティ・フォードの三男で末息子である。彼は1974年6月13日にバージニア州アレクサンドリアのT・C・ウィリアムズ高校を卒業し、その当時副大統領であった父が卒業式の挨拶を行った。フォードはユタ州立大学で牧野管理を学んだ。彼はまたカリフォルニア州立工科大学ポモナ校とカリフォルニア・ポリテクニック州立大学サンルイスオビスポ校に通い、馬術を学んだ。

## キャリア
フォードは映画『グリース』（1978年）にトム・サチム役でキャスティングされたが、舞台不安を理由に撮影前に降板し、ロレンツォ・ラマスと交代した。1981年に『The Young and the Restless』のキャストに加わり、私立探偵のアンディ・リチャーズを演じた。彼は1981年から1987年まで同番組にレギュラー出演し、また2002年から2003年にも短期間出演した。フォードは他にも『ニューヨーク1997』、『バビロン5 誕生』、『アルマゲドン』、『ブラックホーク・ダウン』、『スターシップ・トゥルーパーズ』、『恋人たちの予感』、『ヒート』、『]コンタクト』、『トランスフォーマー』などに端役で出演した。1992年から1993年には生中継番組『Secret Service』でホストを務めた。

## 私生活
フォードはミシガン州グランドラピッズにあるジェラルド・R・フォード財団の理事を務めている。フォードは自身を「穏健な共和党員」で「財政保守派」であると述べている。また1980年代後半から1990年代前半にかけてアルコール依存症に苦しんでいたことを認めている。彼は俳優を続ける一方で、多くの時間を慈善団体のための募金活動やアルコール依存症に関する学生団体へのスピーチや講演に費やしている。
フォードに結婚歴は無い。1991年にローラ・カルロスとの婚約を発表したが、その後断酒に取り組んでいたために結婚計画は進まなかった。
1980年2月14日、フォードはジョイ・マルケンとのあいだに1979年12月16日に生まれたローレンスという男子の法的な父親であるか否かを判断するためにカリフォルニア州で訴訟を起こした。彼はまた監護権や面会権を求めた。その後すぐに「完全かつ円満な和解」が行われ、詳細は非公開とされた。

## フィルモグラフィ

### 映画
| 年   | 日本語題 原題                                   | 役名                   | 備考       |
| ---- | ----------------------------------------------- | ---------------------- | ---------- |
| 1980 | Cattle Annie and Little Britches                | 保安官代理             |            |
| 1981 | ニューヨーク1997 Escape from New York           | シークレットサービス#2 |            |
| 1982 | 病院狂時代 Young Doctors in Love                | ソープ・カメオ         |            |
| 1984 | The Cowboy and the Ballerina                    | ウェス・バトラー       | テレビ映画 |
| 1986 | The Eleventh Commandment                        | トム・リアリー         |            |
| 1988 | シューター/もうひとつのベトナム Shooter         | ウォーカー大尉         | テレビ映画 |
| 1989 | 恋人たちの予感 When Harry Met Sally...          | ジョー                 |            |
| 1990 | 20$スター/引き裂かれたハート Twenty Dollar Star | ジム                   |            |
| 1994 | Team Suomi                                      | ウィリィ               | テレビ映画 |
| 1995 | ヒート Heat                                     | ブルース               |            |
| 1996 | イレイザー Eraser                               | ノーランド             |            |
| 1997 | Midnight Blue                                   | ドブキン刑事           |            |
| 1997 | コンタクト Contact                              | ラッセル少佐           |            |
| 1997 | スターシップ・トゥルーパーズ Starship Troopers  | ウィリー中尉           |            |
| 1997 | シューティング・ゲーム Against the Law          | ビル・カーペンター中尉 |            |
| 1997 | The Beneficiary                                 | ビル・ジラード         | テレビ映画 |
| 1997 | ザ・ハリケーン Two Came Back                    | ベリック中尉           | テレビ映画 |
| 1998 | アルマゲドン Armageddon                         | ニューク・テック       |            |
| 1998 | バビロン5 誕生 Babylon 5: In the Beginning      | プロメテウス一等航海士 | テレビ映画 |
| 1999 | キャリー2 The Rage: Carrie 2                    | ウォルシュコーチ       |            |
| 2001 | ブラックホーク・ダウン Black Hawk Down          | クリッブス             |            |
| 2007 | トランスフォーマー Transformers                 | 陸軍大将               |            |

### テレビシリーズ
| 年         | 日本語題 原題                                             | 役名                                          | 備考                                                           |
| ---------- | --------------------------------------------------------- | --------------------------------------------- | -------------------------------------------------------------- |
| 1981       | ハッピーデイズ Happy Days                                 | フランキー                                    | 第8シーズン第9話「The Sixth Sense」                            |
| 1981       | The Misadventures of Sheriff Lobo                         | ロデオカウボーイ                              | 第2シーズン第15話「Keep on Buckin'」                           |
| 1982-2003  | The Young and the Restless                                | アンディ・リチャーズ                          | 第193話出演                                                    |
| 1988       | ジェシカおばさんの事件簿 Murder, She Wrote                | ドレイク・イートン                            | 第4シーズン第13話「望遠鏡から見えたのは?」                     |
| 1990       | 刑事コロンボ Columbo                                      | トビー・リット                                | 第9シーズン第3話「完全犯罪の誤算」                             |
| 1995       | ピッツバーグ警察日記 Sirens                               | ポール・レヴェンソン博士                      | 第2シーズン第20話「The Obsession」                             |
| 1995       | フリッパー Flipper                                        | F・スコット・ブロンデル                       | 第1シーズン第9話「F. Scott」                                   |
| 1996       | 犯罪捜査官ネイビーファイル JAG                            | "ダディ"・ダン・オースティン                  | 第1シーズン第15話「暗殺者"ヘムロック"」                        |
| 1996       | Mr. & Mrs. Smith                                          | フランク・パーカー                            | 第2話「The Suburban Episode」                                  |
| 1996       | Dark Skies                                                | フィリップス                                  | 第8話「古代の予言」                                            |
| 1997       | 超感覚刑事ザ・センチネル The Sentinel                     | ノーマン・オリヴァー                          | 第2シーズン第15話「Secret」                                    |
| 1997       | ベイウォッチ Baywatch                                     | スティーヴ・コーズ                            | 第7シーズン第19話「Trial by Fire」                             |
| 1997       | 炎のテキサス・レンジャー Walker, Texas Ranger             | マーク・クラーク                              | 第4シーズン第26話「Texas vs. Cahill」                          |
| 1998       | ドクタークイン 大西部の女医物語 Dr. Quinn, Medicine Woman | メドウズ検察官                                | 第6シーズン第19話「Legend II: Vengeance」                      |
| 1998       | ブルック・シールズのハロー!スーザン Suddenly Susan        | スキップ                                      | 第2シーズン第24話「スーザンのセクハラ野郎をやっつけろ(Part2)」 |
| 1998, 2000 | Pensacola: Wings of Gold                                  | ドナルド・スチュアート / マーティン・ナイルズ | 計2話出演                                                      |
| 2001       | 18 Wheels of Justice                                      | クエンティン・ヤング上院議員                  | 第2シーズン第10話「Past Imperfect」                            |

## 関連文献
- Wead, Doug, All the President's Children, Atria Books, New York, 2003, ISBN 0-7434-4631-3